# 盛岡市警察
盛岡市警察（もりおかしけいさつ）は、かつて存在した岩手県盛岡市の自治体警察。

## 概要
旧警察法の施行で、従来の岩手県警察部が解体され、1948年（昭和23年）3月7日に盛岡市警察署が設置された。
1954年（昭和29年）に、それまでの旧警察法を全面改正する形で新警察法が公布された。これにより国家地方警察と自治体警察が廃止され、新たに都道府県警察として岩手県警察本部が発足。盛岡市警察も岩手県警察に統合され、姿を消した。